# Peter Mair
Peter Mair, född 3 mars 1951 i Rosses Point, County Sligo, död 15 augusti 2011 i Connemara, County Galway, var en irländsk statsvetare. Han var professor i komparativ politik vid Europeiska universitetsinstitutet i Florens.

## Karriär
Peter Mair föddes i Rosses Point, beläget i det irländska grevskapet Sligo. Han studerade historia och politik på University College Dublin. Han arbetade under 1980-talet som forskarassistent vid University of Limerick, Strathclyde, och Manchester samt det Europeiska universitetsinstitutet i Florens. År 1987 doktorerade han vid Universitetet i Leiden, Nederländerna med "The changing Irish party system" som kom att bli ett standardverk om det irländska partisystemet. År 1990 medförfattade han boken "Identity, Competition and Electoral Availability" med Stefano Bartolini. Den belönades av International Social Science Council (ISSC) och Unesco med Stein Rokkan-priset för komparativ samhällsvetenskaplig forskning. Han fortsatte att arbeta vid Universitetet i Leiden, och blev professor i komparativ politik år 1994 då han höll ett installationstal med titeln "Party democracies and their difficulties". År 2001 blev han medredaktör på tidningen West European Politics. År 2005 återvände han till det Europeiska universitetsinstitutet för att lägga tid på sin forskning om demokrati, politisk likgiltighet och populistiska partier.
Han var specialiserad inom jämförande politik och särskilt i forskning om partier och partisystem.
Han avled plötsligt under en familjesemester i Connemara.